# Dan Dare
Dan Dare è un personaggio immaginario protagonista di una omonima serie a fumetti di fantascienza creato nel 1950 da Frank Hampson; esordì sulla rivista inglese di fumetti Eagle con il titolo Dan Dare, Pilot of the Future; ebbe grande popolarità grazie anche a una trasposizione in un serial radiofonico, Dan Dare – The pilot of the Future; la serie a fumetti fu interrotta nel 1967 ma venne poi più volte ripresa da altri autori e ha avuto diverse trasposizioni in altri media, come la televisione e i videogiochi. Ha ispirato molti personaggi della cultura pop come, ad esempio, il capitano Jack Harkness della serie televisiva Doctor Who; la città di Southport, nel Merseyside in Inghilterra, gli ha dedicato un busto bronzeo.

## Storia editoriale

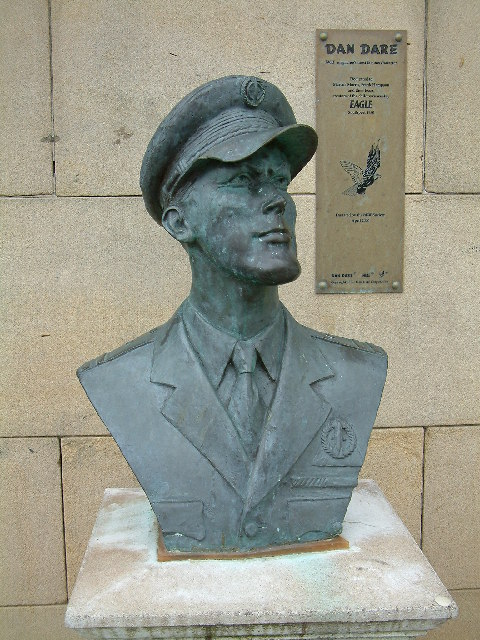
Busto del personaggio a Southport

Marcus Morris, un prete anglicano di Southport, diventato editore per pubblicare con intenti educativi, convinto dalle tesi dello psicologo Frederick Wertham che ritiene i fumetti essere causa di depravazione dei giovani, decide di realizzare un settimanale rivolto agli adolescenti basato su fumetti educativi ma, consapevole che per essere efficaci devono anche essere interessanti, coinvolge nel progetto Frank Hampson, reduce di guerra con talento per il disegno, che si mette al lavoro ideando la rivista e studiandone i contenuti. Con il progetto di Hampson, Morris, oberato però di debiti, si reca a Londra, alla ricerca di un editore; la Hulton Press acquisisce il progetto della rivista e Hampson viene incaricato di definirne meglio di dettagli. Morris invece ne divenne direttore. La rivista The Eagle esordì con una tiratura di quasi un milione di copie che vennero tutte vendute e, in seguito, la vendita si stabilizzò sulle 750 000 copie alla settimana.
Il personaggio esordì sul primo numero della rivista il 14 aprile 1950, e venne ideato l'anno stesso dal disegnatore Frank Hampson il quale aveva ricevuto il compito di ideare una nuova rivista per ragazzi sulla quale pubblicare diversi serie a fumetti; Hampson inizialmente aveva pensato una serie con protagonista una investigatrice, Dorothy Dare, ma venne giudicata sconveniente dall'editore che impose solo due generi possibili, il western e la fantascienza; Hampson scelse la seconda possibilità e Dorothy Dare divenne un uomo, Dan Dare, un pilota del futuro. Su suggerimento di sua moglie la rivista venne intitolata The Eagle e, negli anni cinquanta e sessanta, divenne la rivista più influente del periodo in Gran Bretagna, arrivando a vincere i principali premi del fumetto inglese grazie soprattutto al personaggio di Dan Dare. La serie del personaggio occupava due pagine, la prima e l'ultima della rivista. Per dare maggior realismo alla serie l'editore affiancò al disegnatore un giovane astronomo, Arthur C. Clarke, come consulente scientifico per aiutare l'autore nello sviluppo degli elementi della serie. Le storie vennero disegnate dallo stesso Hampson e da altri artisti, tra cui Harold Johns, Don Harley, Bruce Cornwell, Greta Tomlinson, Frank Bellamy e Keith Watson.
Morris prima, e Hampson dopo, abbandonarono l'incarico per The Eagle nel 1959 e la popolarità della serie decadde durante gli anni sessanta fino a quando non si interruppe nel 1967; la rivista The Eagle venne poi chiusa nel 1969 ma venne poi ripresa più volte da altri autori ed editori; nel 1977 prima sulla rivista 2000 AD, negli anni ottanta per una breve ripresa della stessa rivista The Eagle, negli anni novanta gli autori Grant Morrison e Rian Hughes realizzarono una nuova edizione della serie pubblicandola sulla rivista Revolver; nel 2008 venne pubblicata una miniserie di sette numeri scritta da Garth Ennis, un sequel ambientato diversi anni dopo con il personaggio invecchiato. Dal 2003 Dan Dare continua a comparire sulla rivista online Spaceship Away, disegnato da alcuni fra i disegnatori originali della serie, in cui vengono riprese le atmosfere classiche del personaggio negli anni cinquanta.
Nel 2017 è stata annunciata una nuova miniserie di Dan Dare in quattro numeri, realizzata da Peter Milligan e Alberto Foche e poi pubblicata dalla britannica Titan Comics.
La serie venne pubblicata anche in Italia negli anni cinquanta sulla rivista Disco Volante, nel 1954, e su Il Giorno dei Ragazzi il quale riprese anche l'impostazione della rivista The Eagle pubblicando la serie nello stesso modo, in prima pagina; dal 1975 al 1977 venne pubblicata sulla nuova edizione dell'Avventuroso, in bianco e nero e grande formato. Nel 2014 la Nova Express ha iniziato a pubblicare la ristampa integrale, traduzione dell'edizione in inglese della Titan Book.

## Trama e caratterizzazione del personaggio
Il protagonista, Daniel McGregor Dare, noto come Dan Dare, è un colonnello dell'aviazione inglese; le storie sono ambientate negli allora futuri anni novanta e il personaggio è il classico eroe senza difetti che prende le difese dei più deboli e salva fanciulle in pericolo combattendo contro avversari malvagi rimanendo sempre giusto e compassionevole. La Terra è sull'orlo della carestia e per sfamare l'umanità, cresciuta troppo a causa dell'assenza di guerre, è necessario sfruttare un altro pianeta, Venere, però popolato da esseri extraterrestri verdi rettiliformi, crudeli e sanguinari, comandati da Mekon di Mekontai e spinti dal desiderio di conoscenza ma privi di emozioni.

## Altri media

### Musica
Dan Dare è un brano di Elton John contenuto nel album Rock of the westies

### Radio
- The New Adventures of Dan Dare, Pilot of the Future (1951/1955): serial radiofonico trasmesso da Radio Luxembourg nel 1951-1955.
- Voyage to Venus (1990): serial radiofonico trasmesso da BBC Radio 4.

### Televisione
- Dan Dare: Pilot of the Future (2001), serie animata composta da una stagione di 26 episodi.

### Videogiochi
Electronic Arts e Virgin Interactive pubblicarono una serie di videogiochi per home computer:
- Dan Dare: Pilot of the Future (1986)
- Dan Dare II: Mekon's Revenge (1988)
- Dan Dare III: The Escape (1990)[14].

## Riconoscimenti
- Il suo autore vinse il premio Yellow Kid vinto a Lucca 1975.[6]